# Ferrari 330 P4
La Ferrari 330 P4 è un prototipo da competizione, che Ferrari schierò nel Campionato mondiale sportprototipi nella stagione 1967.

## Storia

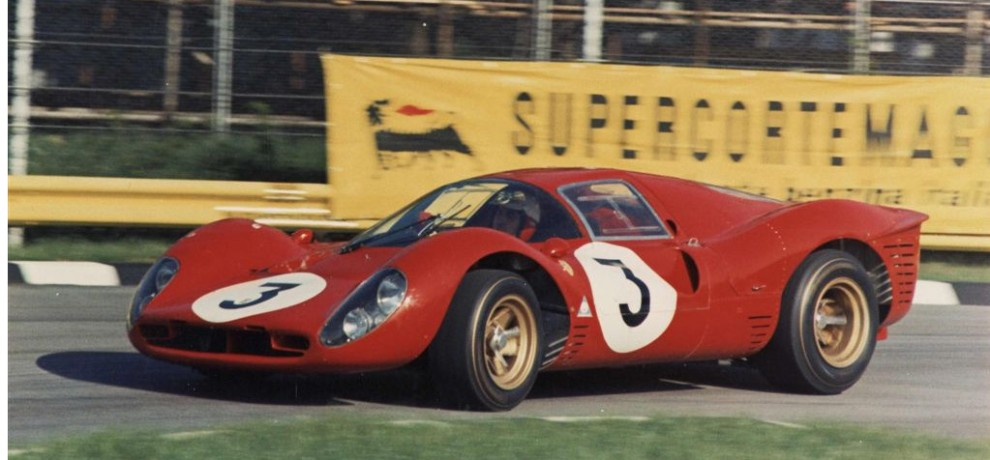
La 330 P4 durante la 1000 km di Monza 1967

La stagione 1966 fu dominata dalla Ford GT40, e per l'anno successivo la Ferrari decise di riprogettare la P3. La nuova vettura, che venne denominata 330 P4, presentava numerose modifiche, fra cui la potenza che passò da 420 a 450 CV. L'esordio avvenne alla 24 Ore di Daytona, dove la P4 arrivò al secondo posto. Il primo e terzo posto furono anch'essi conquistati da vetture Ferrari, rispettivamente da una P3/4 e da una 412 P. Alla 24 Ore di Le Mans non riuscì a imporsi, piazzandosi al secondo e terzo posto dietro ad una GT40. L'altra vittoria della stagione fu la 1000 km di Monza. All'ultima gara del campionato, la BOAC International 500, il titolo costruttori era conteso tra la Ferrari con le 330 P4 e le 412 P, e la Porsche con la 908. In occasione di questa corsa, la Ferrari trasformò una delle P4, quella con numero di telaio 0858, in barchetta, asportandone il tettuccio e diminuendo quindi il peso di circa 40 kg. La vettura arrivò al secondo posto, permettendo alla Ferrari di vincere il campionato costruttori.
Nel 1968 il regolamento cambiò, imponendo il limite di cilindrata a 3000 cm³ e impedendo alla P4 di continuare a gareggiare nel campionato mondiale. Totalmente furono prodotte tre 330 P4, con numero di telaio 0856, 0858 e 0860. Due di queste, la 0858 e la 0860, a fine stagione furono modificate profondamente per adattarle al campionato CanAm, diventando la 350 Can Am. L'unica Ferrari 330 P4 rimasta ad oggi in condizioni originali è quella con numero di telaio 0856.

## Meccanica

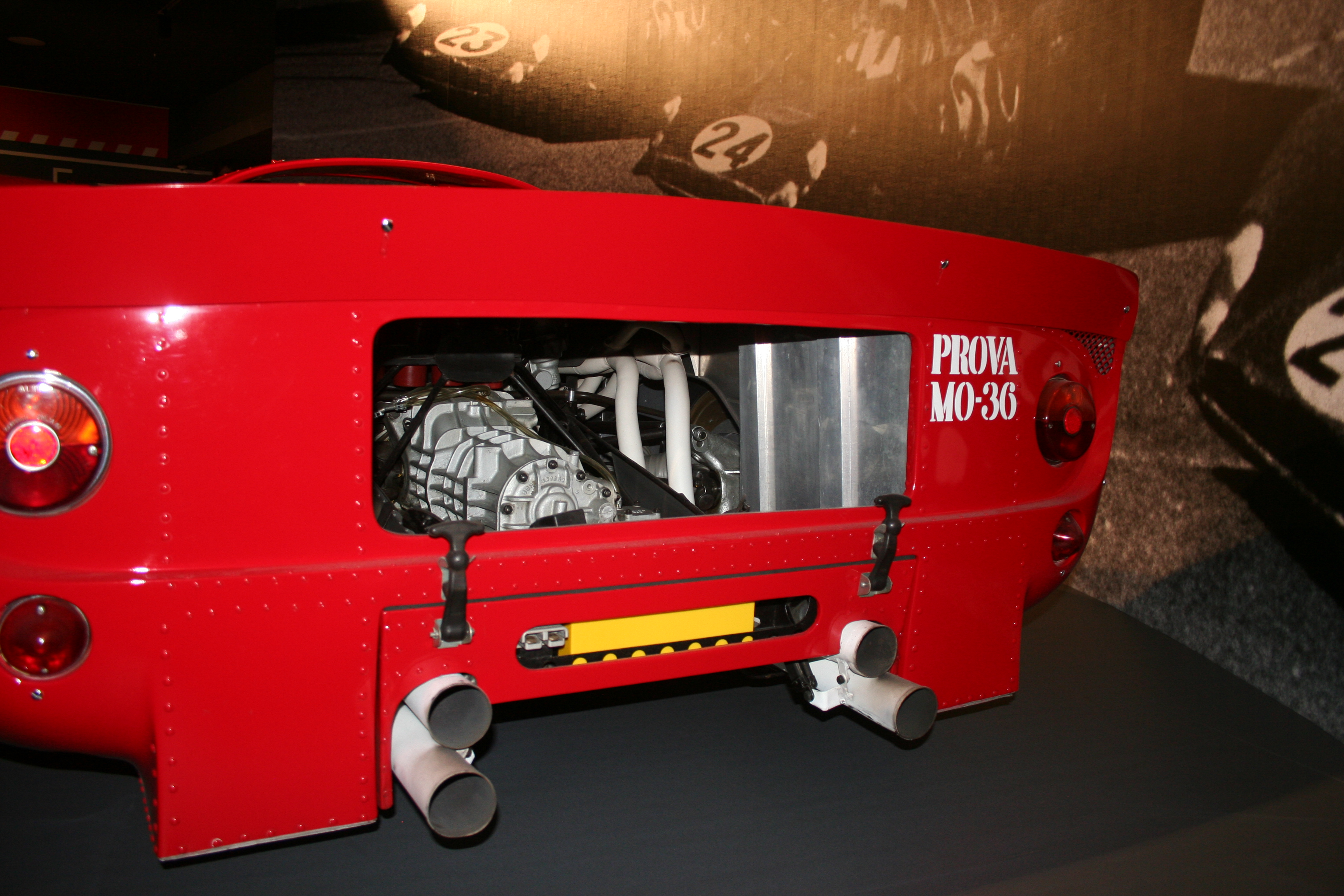
Vista del vano motore della 330 P4: in primo piano, la scatola del cambio

Il telaio era un traliccio in tubi di acciaio su cui erano rivettate piastre in alluminio, questa tecnica era stata sviluppata in Formula 1 con lo scopo di aumentare la rigidità della vettura, senza compromettere la leggerezza. La cilindrata del motore rimase invariata rispetto alla P3, ma le valvole passarono da due a tre per cilindro, due di aspirazione e una di scarico. La potenza erogata era di 450 CV. Il cambio, in blocco col motore, era stato progettato dalla Ferrari stessa, al contrario della P3 che ne montava uno prodotto dalla Zf. Le sospensioni erano a quadrilaterali deformabili con ammortizzatori telescopici. Sebbene il passo fosse lo stesso della P3, gli ingombri esterni aumentarono. La P4 venne prodotta in carrozzeria berlinetta, due vennero in seguito trasformate in barchetta. Il peso complessivo passò dai 720 kg della P3 a 792 kg. Le due vetture impiegate nel campionato Can Am, oltre all'asportazione del tetto, erano state affinate a livello di carrozzeria per aumentare l'efficienza aerodinamica e avevano la cilindrata del motore portata a 4200 cm³; la denominazione ufficiale di questa P4 modificata fu "350 Can-Am".

## Caratteristiche tecniche
| Caratteristiche tecniche - Ferrari 330 P4                                       | Caratteristiche tecniche - Ferrari 330 P4                                                        | Caratteristiche tecniche - Ferrari 330 P4                                                        | Caratteristiche tecniche - Ferrari 330 P4                                                        | Caratteristiche tecniche - Ferrari 330 P4                                                        | Caratteristiche tecniche - Ferrari 330 P4                                                        |
| ------------------------------------------------------------------------------- | ------------------------------------------------------------------------------------------------ | ------------------------------------------------------------------------------------------------ | ------------------------------------------------------------------------------------------------ | ------------------------------------------------------------------------------------------------ | ------------------------------------------------------------------------------------------------ |
|                                                                                 |                                                                                                  |                                                                                                  |                                                                                                  |                                                                                                  |                                                                                                  |
| Configurazione                                                                  |                                                                                                  |                                                                                                  |                                                                                                  |                                                                                                  |                                                                                                  |
| Carrozzeria: Berlinetta/Barchetta                                               | Carrozzeria: Berlinetta/Barchetta                                                                | Posizione motore: centrale longitudinale                                                         | Posizione motore: centrale longitudinale                                                         | Trazione: posteriore                                                                             | Trazione: posteriore                                                                             |
| Dimensioni e pesi                                                               |                                                                                                  |                                                                                                  |                                                                                                  |                                                                                                  |                                                                                                  |
| Interasse: 2400 mm                                                              | Interasse: 2400 mm                                                                               | Carreggiate: anteriore 1488 - posteriore 1450 mm                                                 | Carreggiate: anteriore 1488 - posteriore 1450 mm                                                 | Altezza minima da terra:                                                                         | Altezza minima da terra:                                                                         |
| Posti totali: 2                                                                 | Posti totali: 2                                                                                  | Bagagliaio:                                                                                      | Bagagliaio:                                                                                      | Serbatoio:                                                                                       | Serbatoio:                                                                                       |
| Masse                                                                           | a vuoto: 792 kg                                                                                  | a vuoto: 792 kg                                                                                  | a vuoto: 792 kg                                                                                  | a vuoto: 792 kg                                                                                  | a vuoto: 792 kg                                                                                  |
| Meccanica                                                                       |                                                                                                  |                                                                                                  |                                                                                                  |                                                                                                  |                                                                                                  |
| Tipo motore: 12 cilindri a V (angolo tra le bancate: 60°) raffreddato a liquido | Tipo motore: 12 cilindri a V (angolo tra le bancate: 60°) raffreddato a liquido                  | Tipo motore: 12 cilindri a V (angolo tra le bancate: 60°) raffreddato a liquido                  | Cilindrata: (Alesaggio x corsa: 77 x 71 mm); unitaria 330,62, totale 3.967,44 cm³ cm³            | Cilindrata: (Alesaggio x corsa: 77 x 71 mm); unitaria 330,62, totale 3.967,44 cm³ cm³            | Cilindrata: (Alesaggio x corsa: 77 x 71 mm); unitaria 330,62, totale 3.967,44 cm³ cm³            |
| Distribuzione: Bialbero a camme in testa, 3 valvole per cilindro                | Distribuzione: Bialbero a camme in testa, 3 valvole per cilindro                                 | Distribuzione: Bialbero a camme in testa, 3 valvole per cilindro                                 | Alimentazione: Iniezione indiretta Lucas                                                         | Alimentazione: Iniezione indiretta Lucas                                                         | Alimentazione: Iniezione indiretta Lucas                                                         |
| Prestazioni motore                                                              | Potenza: 450 CV a 8000 giri; potenza specifica: 113,4 CV/litro; Rapporto peso/potenza: 1,8 kg/CV | Potenza: 450 CV a 8000 giri; potenza specifica: 113,4 CV/litro; Rapporto peso/potenza: 1,8 kg/CV | Potenza: 450 CV a 8000 giri; potenza specifica: 113,4 CV/litro; Rapporto peso/potenza: 1,8 kg/CV | Potenza: 450 CV a 8000 giri; potenza specifica: 113,4 CV/litro; Rapporto peso/potenza: 1,8 kg/CV | Potenza: 450 CV a 8000 giri; potenza specifica: 113,4 CV/litro; Rapporto peso/potenza: 1,8 kg/CV |
| Accensione: Doppia, un distributore                                             | Accensione: Doppia, un distributore                                                              | Accensione: Doppia, un distributore                                                              | Impianto elettrico:                                                                              | Impianto elettrico:                                                                              | Impianto elettrico:                                                                              |
| Frizione: Multidisco a secco                                                    | Frizione: Multidisco a secco                                                                     | Frizione: Multidisco a secco                                                                     | Cambio: A 5 rapporti, in blocco con il motore                                                    | Cambio: A 5 rapporti, in blocco con il motore                                                    | Cambio: A 5 rapporti, in blocco con il motore                                                    |
| Telaio                                                                          |                                                                                                  |                                                                                                  |                                                                                                  |                                                                                                  |                                                                                                  |
| Corpo vettura                                                                   | Traliccio in tubi d'acciaio con rinforzi in alluminio                                            | Traliccio in tubi d'acciaio con rinforzi in alluminio                                            | Traliccio in tubi d'acciaio con rinforzi in alluminio                                            | Traliccio in tubi d'acciaio con rinforzi in alluminio                                            | Traliccio in tubi d'acciaio con rinforzi in alluminio                                            |
| Sterzo                                                                          | A cremagliera                                                                                    | A cremagliera                                                                                    | A cremagliera                                                                                    | A cremagliera                                                                                    | A cremagliera                                                                                    |
| Sospensioni                                                                     | anteriori: Quadrilateri deformabili / posteriori: Quadrilateri deformabili                       | anteriori: Quadrilateri deformabili / posteriori: Quadrilateri deformabili                       | anteriori: Quadrilateri deformabili / posteriori: Quadrilateri deformabili                       | anteriori: Quadrilateri deformabili / posteriori: Quadrilateri deformabili                       | anteriori: Quadrilateri deformabili / posteriori: Quadrilateri deformabili                       |
| Freni                                                                           | anteriori: a disco ventilati / posteriori: a disco ventilati                                     | anteriori: a disco ventilati / posteriori: a disco ventilati                                     | anteriori: a disco ventilati / posteriori: a disco ventilati                                     | anteriori: a disco ventilati / posteriori: a disco ventilati                                     | anteriori: a disco ventilati / posteriori: a disco ventilati                                     |
| Prestazioni dichiarate                                                          |                                                                                                  |                                                                                                  |                                                                                                  |                                                                                                  |                                                                                                  |
| Velocità: 320 km/h                                                              | Velocità: 320 km/h                                                                               | Velocità: 320 km/h                                                                               | Accelerazione:                                                                                   | Accelerazione:                                                                                   | Accelerazione:                                                                                   |
| Altro                                                                           |                                                                                                  |                                                                                                  |                                                                                                  |                                                                                                  |                                                                                                  |
| Rapporto di compressione                                                        | 11:1                                                                                             | 11:1                                                                                             | 11:1                                                                                             | 11:1                                                                                             | 11:1                                                                                             |

## Repliche

### Sbarro P4
Nel 1986 il designer svizzero Franco Sbarro realizzò una replica della Ferrari P4. Tale mezzo era stato ottenuto riconvertendo la carrozzeria di una Ferrari 308 GTS ed era particolarmente fedele in quanto il progettista aveva lavorato negli anni '70 per la scuderia Filipinetti, la quale aveva avuto in dotazione, tra le varie vetture, anche la P4.

## Palmarès
- 25 aprile 1967: 1000 km di Monza; Campionato internazionale Costruttori Sport Prototipi; Bandini-Amon
- 23 novembre 1968: 3 Ore di Città del Capo; Paul Hawkins
- 1º dicembre 1968: Gran Premio di Rhodesia; Paul Hawkins
- 28 dicembre 1968: 3 Ore di Pietermaritzburg; Paul Hawkins